# Hagen (montagne)
Pour les articles homonymes, voir Hagen.
Le Hagen est une montagne du Randen (entre le massif du Jura et le Jura souabe) en Suisse. Culminant à 912 mètres d'altitude, c'est le point culminant du canton de Schaffhouse.